# Arbeitskreis Christlicher Publizisten
Der Arbeitskreis Christlicher Publizisten e. V. (ACP) ist ein deutscher Verein von Christen evangelikaler Prägung. Dieser wurde 1971 von Heinz Matthias (1927–2024) gegründet und sieht sich als  „parteiunabhängige, internationale Vereinigung von Personen, deren Ziel eine angemessene Publizierung von biblischen Denk- und Handlungsweisen und der Vertretung christlicher Werte in den modernen Massenmedien ist“. Das Kuratorium wurde 1981 gegründet.

## Struktur
Vorstand:
- Vorsitzender: Friedrich Wolf
- Ehrenvorsitzender, ehem. Vorsitzender: Burkard Krug (1930–2006)[7]
- Stellvertretende Vorsitzende: Wolfgang Furch,[8] Werner Lanz  (Hannoversch Münden),[9] Hagen Mukerjee[10][11]
- Schatzmeister: Günther Wieber
- Schriftführerin: Monika Brudlewsky
- ehemaliger Schriftführer: Michael Dietrich[12]

Kuratorium und Ehrenmitglieder:
- Otto von Habsburg (1912–2011)
- Jörg Knoblauch (1949–2025), Unternehmer, Managementberater und Bestseller-Autor
- Philip Prinz von Preußen (Ururenkel von Wilhelm II.), Lehrer und Theologe
- Hans-Otto Weber, (1926–2014) Ehrenpräsident (vormals Präsident) des Volksbundes Deutsche Kriegsgräberfürsorge und ehemaliger Vizepräsident des Hessischen Landtages

Ehrenmitglieder:
- Siegfried Buchholz, (1930–2024) vormals Generaldirektor der BASF Wien, Managementberater und Buchautor
- Charles Duke, General a. D. und Astronaut Apollo 16
- Peter Habeler, Alpinist und Extrembergsteiger
- Justiziar: Konrad Löw

verstorbene Mitglieder:
- Eugene Bird, (1926–2005) von 1964 bis 1972 Direktor des Kriegsverbrechergefängnisses Berlin-Spandau, Freund und Fürsprecher von Rudolf Heß, sowie Propagandist der Behauptung Rudolf Heß sei umgebracht worden
- Karl Holzamer, (1906–2007) Gründungsintendant des ZDF
- Georg Wannagat, (1916–2006) Bundessozialgerichtspräsident a. D.,  MdB

## Arbeit
Nach eigenen Angaben arbeitet der ACP nur mit ehrenamtlichen Mitarbeitern und hat rund 500 Mitglieder. Diese sollen aus allen fünf Erdteilen kommen, darunter aus mehr als zehn europäischen Ländern. Neben dem Kernverein gibt es einen Freundeskreis des ACP, in dem Fördermitglieder organisiert sind. Der Verein organisiert Kongresse und Tagungen. Vorsitzender des ACP ist Friedrich Wolf, der 2019 den langjährigen Gründungsvorsitzenden Heinz Matthias im Amt ablöste.
Bisher wurden von dem Verein
- 250 Interviews mit Spitzenpolitikern und vergleichbaren Persönlichkeiten,
- 160 Fernsehbeiträge von ARD und ZDF,
- 700 Besuche in Rundfunkhäusern sowie
- 50 Presseseminare

durchgeführt oder mitgestaltet.

## Theologie, Positionen und Kritik
Der Verein vertritt eine konservative Theologie, die er als bibeltreu bezeichnet. Auch kritisiert er den Konfessionalismus und sieht sich selbst als offen für Mitglieder verschiedener Kirchen und christlicher Gemeinschaften.
Jürgen Schnare, Weltanschauungsbeauftragter der evangelischen Landeskirche in Hannover, sagte der NDR-Sendung Niedersachsen 18.00, die dort vertretene Haltung gegenüber Lesben und Schwulen sei nicht die seiner Landeskirche. Das Christentum werde vom ACP sehr einseitig interpretiert. Die Evangelische Zentralstelle für Weltanschauungsfragen in Berlin rät laut NDR zu Distanz zu dieser Gruppe. Der Name sei irreführend, denn seriöse evangelische und katholische Publizisten seien dort nicht vertreten, so die Theologin Claudia Knepper von der Zentralstelle.

## Kooperationen
Der Vorsitzende Heinz Matthias sprach 2008 auf dem Bundesparteitag der Partei Bibeltreuer Christen (PBC). Christian Wulff richtete 2004 ein Grußwort an den ACP aus und hielt für ihn im Mai 2010 einen Vortrag, worüber in mehreren Medien kritisch berichtet wurde. Dies bezeichnete der Sektenbeauftragte der evangelischen Landeskirche Württemberg Hansjörg Hemminger, der den ACP für eine „Splittergruppe am äußersten rechten Rand des Protestantismus“ hält, als „politisch bedenklich“.
Bei der ACP-Tagung am 21. und 22. April 2007 in Krelingen sagte Jörg Schönbohm: „Deutschland braucht eine Leitkultur, in die die Grundlagen des christlichen Abendlands einfließen.“ Weitere prominente Gäste in Krelingen waren Ernst Albrecht, Eva Herman, Konrad Löw und Walter Weiblen.
An der Bundestagung am 27. Juni 2008 nahm Dieter Weirich, Intendant a. D. (Deutsche Welle) und Vorsitzender des Beirates der Journalisten-Akademie der Konrad-Adenauer-Stiftung ebenso wie Ministerpräsident a. D. Ernst Albrecht teil.
Am 53. ACP-Presseseminar am 15.–16. April 2010 nahm Günther Beckstein teil. Beim 4. Johannisempfang des ACP am 2. Juli 2011 in Kassel war Dieter Althaus der Stargast.
Am 8. Mai 2013 wurde ein ACP-Interview von Heinz Matthias mit Finanzminister Wolfgang Schäuble veröffentlicht.